# Ol-Ershålet
Ol-Ershålet är en sjö i Bräcke kommun i Jämtland och ingår i Ljungans huvudavrinningsområde.